# Новий Радушець
Новий Радушець (пол. Nowy Raduszec, нім. Neu Rehfeld) — село в Польщі, у гміні Кросно-Оджанське Кросненського повіту Любуського воєводства.
Населення — 163 особи (2011).
У 1975-1998 роках село належало до Зеленогурського воєводства.

## Демографія
Демографічна структура станом на 31 березня 2011 року:
|          | Загалом | Допрацездатний вік | Працездатний вік | Постпрацездатний вік |
| -------- | ------- | ------------------ | ---------------- | -------------------- |
| Чоловіки | 84      | 14                 | 63               | 7                    |
| Жінки    | 79      | 20                 | 39               | 20                   |
| Разом    | 163     | 34                 | 102              | 27                   |